# Teklafalu
Teklafalu (horvátul: Dekla,németül: Tekladorf) község Baranya vármegyében, a Szigetvári járásban.

## Fekvése
A község lényegében egyutcás falu, mely Szigetvártól délnyugatra helyezkedik el, Drávafok és Kétújfalu között, lakott területe csaknem két kilométernyi hosszan nyúlik el észak-déli irányban. Különálló településrésze Vitézipuszta, mely a központjától bő 2 kilométerre délre található, az Endrőcre vezető mellékút kiágazása mellett.

### Megközelítése
A község legfontosabb közúti megközelítési útvonala a Szigetvárt Sellye térségével (Drávafokkal) összekötő 5808-as út, ezen érhető el mindhárom említett település irányából. A délkeleti szomszédjában fekvő Endrőccel az 58 143-as számú mellékút köti össze.
A megyeszékhely, Pécs felől Szigetváron át közelíthető meg a legegyszerűbben.
2006-os bezárásáig áthaladt rajta a Középrigóc–Villány-vasútvonal, aminek két megállóhelye is volt a határai között: Teklafalu megállóhely a belterület északkeleti széle közelében, illetve Vitézipuszta megállóhely a névadó településrész keleti szélén, az endrőci bekötőút vasúti keresztezésének északi oldalán.

## Története
Teklafalu helyén az 1800-as évek elejéig egy Tiltvány nevű puszta állt. A puszta birtokosa, Czindery László volt, aki dohánytermesztő munkásai részére egy új települést alapított itt. E célból házhelyeket alakított ki itt.
1839-ben Tolna vármegyéből hozott német dohánykertészeket telepített ide. Az új telepítésű falut pedig feleségéről nevezte el Teklának. A 18. században a faluhoz tartozott egy Ongya nevű helység is.
A falu először nehezen megközelíthető volt, mivel csak földút vezetett ide. A közlekedés könnyebbségét az első világháború előtt itt épített Barcs–Villány-vasútvonal Szentmihályfapuszta és Vitézipuszta közt megnyitott állomása jelentette, és ide csatlakozott a Vitézi puszta–Szentegát között közlekedő erdészeti kisvasút is.
A sokáig csak földúttal rendelkező faluhoz 1929-re elkészült az első zúzottköves, úgynevezett makadámút is.
A II. világháború után a német lakosok nagy részét kitelepítették a faluból. Helyükre később a csehszlovák–magyar lakosságcsere keretében  Felvidékről magyar családok érkeztek.
A 20. század elején Teklafalu Somogy vármegye Szigetvári járásához tartozott. Az 1910-es népszámláláskor 815 lakosa volt, ebből 542 magyar, 273 német volt.
Az 1950-es megyerendezéssel a korábban Somogy vármegyéhez tartozó települést a Szigetvári járás részeként Baranyához csatolták.
A 2001-es népszámláláskor 380, 2008. január 1-jén 351 lakosa volt.

## Közélete

### Polgármesterei
- 1990–1994: Nagy Géza (független)[6]
- 1994–1998: Nagy Géza (független)[7]
- 1998–2002: Nagy Géza (független)[8]
- 2002–2006: Nagy Géza (független)[9]
- 2006–2010: Klózer Gyula (független)[10]
- 2010–2014: Klózer Gyula (független)[11]
- 2014–2019: Horváth György (független)[12]
- 2019–2019: Gyenis Csaba (független)[13]
- 2020–2024: Sánta Jánosné (független)[14]
- 2024– : Sánta Jánosné (független)[1]

A településen 2020. március 8-án időközi polgármester-választást kellett tartani, mivel az előző polgármester 2019. november 21-én lemondott. A választás érdekessége, hogy ez volt 2020 első fél évének utolsó időközi önkormányzati választása, a későbbi időpontokra kitűzött választásokat [egyetlen március 22-i kivételtől eltekintve, amikor jelölt hiányában kellett lefújni a választást] a koronavírus-járvány kapcsán bevezetett veszélyhelyzeti rendelkezések miatt nem tartották meg, későbbi időpontra halasztották.

## Népesség
A település népességének változása:
| Lakosok száma | 289  | 290  | 274  | 246  | 298  | 298  | 323  | 338  |
|               | 2013 | 2014 | 2015 | 2019 | 2021 | 2022 | 2023 | 2024 |

A 2011-es népszámlálás során a lakosok 90,8%-a magyarnak, 15,9% cigánynak, 1% horvátnak, 9,9% németnek mondta magát (9,2% nem nyilatkozott; a kettős identitások miatt a végösszeg nagyobb lehet 100%-nál). A vallási megoszlás a következő volt: római katolikus 74,5%, református 3,5%, felekezeten kívüli 7,3% (14,3% nem nyilatkozott).
2022-ben a lakosság 63,4%-a vallotta magát magyarnak, 10,1% németnek, 8,7% cigánynak, 1% egyéb, nem hazai nemzetiségűnek (36,6% nem nyilatkozott; a kettős identitások miatt a végösszeg nagyobb lehet 100%-nál). Vallásuk szerint 26,8% volt római katolikus, 2% református, 0,3% egyéb keresztény, 0,7% egyéb katolikus, 11,4% felekezeten kívüli (58,4% nem válaszolt).

## Nevezetességei
- Római katolikus temploma 1993-ra készült el.

## Külső hivatkozások
- Teklafalu a Nemzeti Jelképek oldalon Archiválva 2008. április 8-i dátummal a Wayback Machine-ben